# Okoleniec
Okoleniec – wieś w Polsce położona w województwie wielkopolskim, w powiecie kolskim, w gminie Kłodawa.
| SIMC    | Nazwa     | Rodzaj    |
| ------- | --------- | --------- |
| 0287088 | Brzezinka | część wsi |
| 0287094 | Orzeszków | część wsi |
| 0287102 | Stawek    | część wsi |

W latach 1975–1998 miejscowość administracyjnie należała do województwa konińskiego.